# Abdul Basit 'Abd us-Samad
Pour les articles homonymes, voir Samad.
‘Abdul-Basit Muhammad ‘Abdus-Samad, (également orthographié: Abdelbasset Abdessamad, Abdel Basit Abdel Samad, ou Abdul Basit Abdus Samad) (arabe égyptien : عبد الباسط عبد الصمد), né en 1927 et mort le 30 novembre 1988 à Louxor (Égypte), est un Qari égyptien,.

## Biographie
Qari égyptien, cheikh et imam,,, Abdelbasset Abdessamad était, de son vécu, considéré comme le meilleur récitateur du Coran du monde, notamment grâce à son large ambitus.
À 10 ans, il a fini d'apprendre par cœur tout le Coran. Deux ans plus tard, il maîtrise sept styles de récitation du Coran, puis, à l'âge de 14 ans, la totalité des 10 styles. 
Au début des années 1970, à l'âge de 43 ans, il remporte trois compétitions mondiales de Qira'at. 
Parmi les hafiz, il fut l'un des premiers à commercialiser des enregistrements de récitations coraniques. Il fut également le premier président de l'Union des récitateurs en Égypte.  
Reconnu mondialement, Abdessamad est surnommé «la gorge d'or» ou encore «la voix du ciel» en raison de son style mélodieux et de son contrôle remarquable du souffle.
De nos jours, il est devenu une référence parmi l'art de la récitation coranique. Il est commun d'entendre des «imitations» d'Abdessamad.

## Voyages
Abdessamad a beaucoup voyagé à l'intérieur et à l'extérieur de l'Égypte. A plusieurs reprises, il a récité à la Mosquée sacrée, la mosquée al-Harâm de La Mecque. En 1961, il a également récité au Badshahi Masjid, à Lahore, au Pakistan, ainsi que dans l'un des plus grands madrasash.

## Honneurs
- Médaille du Premier ministre de la Syrie en 1959
- Médaille du Premier ministre de Malaisie en 1965
- Médaille du mérite du président sénégalais en 1975
- Médaille de cèdre de la République libanaise
- Médaille honorifique de la République irakienne
- La médaille d'or du Pakistan en 1980
- La médaille des savants du président pakistanais Zia ul-Haq en 1984
- La médaille de la radio égyptienne à l'occasion de son cinquantième anniversaire
- Médaille du mérite de l'ancien président égyptien Mohamed Hosni Moubarak lors de la célébration de la Journée des prédicateurs en 1987

## Maladie et mort
Il souffrait de complications du diabète à ses dernières années et essayait de résister à la maladie avec beaucoup de soin et d'engagement à manger et à boire, mais la paresse hépatique coïncidait avec le diabète, et il ne pouvait pas résister à ces deux maladies ensemble. soigner sa maladie dans les hôpitaux de Londres , et il y est resté une semaine, et il était accompagné de son fils Tariq, alors il lui a demandé de le ramener en Égypte.
Il est décédé le mercredi 30 novembre 1988, et ses funérailles ont été nationales et officielles aux niveaux local et international. Un grand nombre de personnes ont assisté aux funérailles, y compris des ambassadeurs du monde au nom de leurs peuples, rois et chefs d'État. , en reconnaissance de son rôle dans le domaine du plaidoyer sous toutes ses formes.
Son inhumation a attiré des milliers de personnes à travers le monde et fut suivie par des responsables de pays islamiques.
En 2006, une mosquée est ouverte sous son nom dans son village natal d'Armant à Louxor, dans le sud de l'Égypte.